# Feria de Arte de Zúrich

Feria de Arte Internacional de Zúrich.

La feria de arte ART INTERNATIONAL ZURICH de Zúrich en Suiza (desde 2015 también bajo el título de Contemporary Art Fair Zurich) es una feria de arte en Zúrich. La feria facilita la comunicación y los contactos comerciales entre galerías, artistas, coleccionistas, representantes de los medios de comunicación y el público interesado en el arte. 

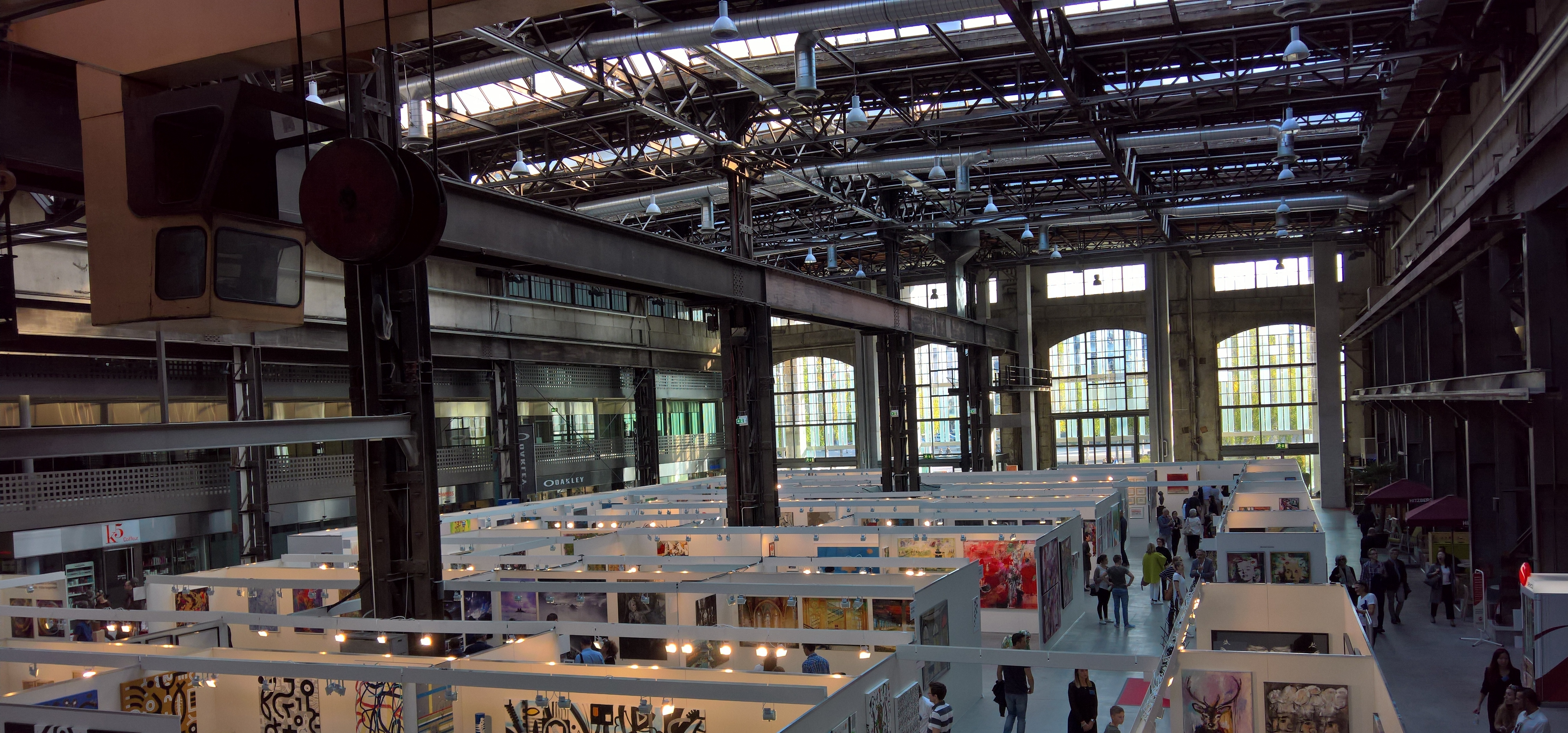
la feria de arte art international zurich

En la feria, el arte contemporáneo de todos los estilos (principalmente pintura, escultura, fotografía artística, pero también gráfica y arte video) será presentado a un amplio público. La feria de arte tiene lugar en el centro de la metrópolis suiza de Zúrich.
Hasta la fecha, la feria ha contado con más de 1000 expositores de más de 70 países. Desde sus inicios en 1999, esta feria ha experimentado una tendencia ascendente constante, que puede atribuirse principalmente a la mezcla cosmopolita de internacionalidad y diversidad artística. La feria se ha convertido así en una institución del panorama artístico suizo.
Art International Zurich tiene lugar de 3 a 4 días al año en otoño. La feria atrajo alrededor de 20.000 visitantes en octubre de 2015. El vernissage se celebra el jueves antes de los días de exposición. La exposición está abierta al público en general de viernes a domingo. La inauguración el jueves es para V. I. P. Invitados reservados. Las entradas VIP se envían a una clientela seleccionada.
Hasta 2016, la feria tenía un lugar permanente en el Kongresshaus de Zúrich. Art International Zurich se ha trasladado a la histórica sala de fundición del complejo de edificios Puls 5 en Zurich-West (Turbinenplatz) a partir de 2017 con motivo de la renovación integral del centro de congresos. La nueva sede fue muy bien recibida por el público. Junto a New York y Londres, Zurich es una de las principales ciudades de comercio de arte del mundo y alberga más de 100 galerías y más de 50 museos.   

## Referencias

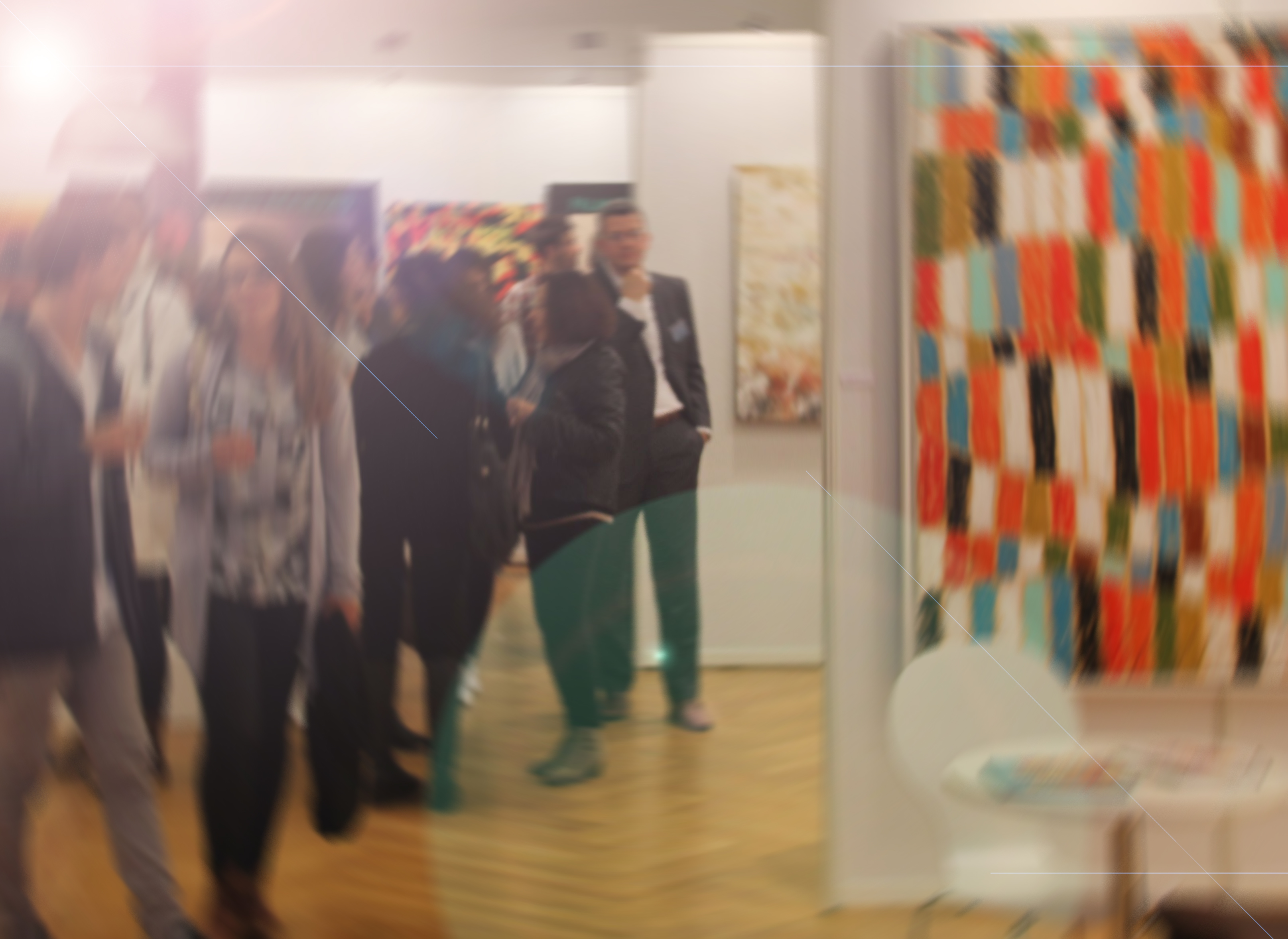
feria de arte art international zurich